# بیگ بیر لیک (کالیفرنیا)
بیگ بیر لیک (به انگلیسی: Big Bear Lake) شهری در شهرستان سن برناردینو، کالیفرنیا ایالت کالیفرنیا است که در سرشماری سال ۲۰۱۰ میلادی، ۵۰۱۹ نفر جمعیت داشته است.